# Тибюс, Изаора
Изаора Тибюс (фр. Ysaora Thibus, р.22 августа 1991) — французская фехтовальщица-рапиристка, призёр чемпионатов мира и Европы, четырёхкратная чемпионка Франции. Серебряный призёр Олимпийских игр 2020 в Токио.

## Биография
Родилась в 1991 году в Абиме (округ Пуэнт-а-Питр департамента Гваделупа).
В 2012 году стала серебряным призёром чемпионата Европы, а на Олимпийских играх в Лондоне стала 16-й в личном первенстве и заняла 4-е место в командном. В 2013 году завоевала серебряную медаль чемпионата мира, а также серебряную и бронзовую медали чемпионата Европы. В 2014 году стала бронзовым призёром чемпионатов мира и Европы, в 2015 году повторила этот результат.
В 2016 году завоевала бронзовую медаль в командном соревновании на чемпионате мира, затем на европейском чемпионате показала тот же результат. В том же году на а на Олимпийских играх в Рио-де-Жанейро проиграла в четвертьфинале Аиде Шанаевой. В следующем году француженка заняла третье место на чемпионатах мира и Европы в личной рапире. В 2018 году Изаора впервые вышла в финал чемпионата мира в личном первенстве, победив на своём турнирном пути двух титулованных рапиристок — действующую на тот момент чемпионку мира и Европы, олимпийскую чемпионку россиянку Инну Дериглазову и олимпийскую чемпионку, многократную чемпионку мира и Европы из Италии Арианну Эрриго, но уступила в финальном поединке другой итальянке Аличе Вольпи.
На чемпионате Европы 2019 года, который проходил в Германии, Изаора уступила в полуфинале итальянке Элизе Ди Франческе и завоевала бронзовую медаль турнира, а через три дня стала вице-чемпионкой континента в командной рапире.
В 2021 году на Олимпийских играх в Токио завоевала серебряную медаль в командных соревнованиях. В 2022 году стала чемпионкой мира по рапирам.

## Допинг
8 февраля 2024 года Международная федерация фехтования (FIE) временно отстранила Тибюс от соревнований из-за положительного результата допинг-пробы на остарин, взятой у неё 14 января. По словам спортсменки, запрещённое вещество попало в её организм в результате сексуального контакта с её мужем, рапиристом Рэйсом Имбоденом, который принимал этот препарат. В мае 2024 года Тибюссообщила, что Антидопинговый суд FIE  признал её невиновной и допустил к Олимпийским играм 2024.
17 июля 2024 года Всемирное антидопинговое агентство (WADA) подало апелляцию в Спортивный арбитражный суд (CAS) с требованием дисквалифицировать Тибюс на 4 года. На слушании 6 марта 2025 года CAS были представлены научные доказательства возможности передачи остарина через слюну в количествах, достаточных для положительного теста. В результате 7 июля 2025 года CAS отклонил апелляцию WADA.

## Награды
- 2013 — премия Бернара Дестремо[англ.] за сочетание спорта и учёбы.
- 2021 — кавалер Национального ордена «За заслуги» (Франция)[5].